# الضبة (إب)

تعديل مصدري - تعديل

الضبة هي إحدى قرى عزلة شعب يافع بمديرية إب التابعة لمحافظة إب، بلغ تعداد سكانها 467 نسمة حسب تعداد اليمن لعام 2004.